# Броташ (Мора)
Броташ (порт.  Brotas) - фрегезия (район) в муниципалитете Мора (Эвора) округа Эвора в Португалии. Территория – 83,15 км². Население   – 543 жителей. Плотность населения – 6,5 чел/км².